# Bad Neuenahr-Ahrweiler
Bad Neuenahr-Ahrweiler è una città di 27 135 abitanti della Renania-Palatinato, in Germania.
È il capoluogo, e il centro maggiore, del circondario (Landkreis) di Ahrweiler (targa AW).

## Storia
Durante le inondazioni europee del 2021 gran parte della città è stata sommersa e molti sono morti.

## Amministrazione

### Gemellaggi
- Brasschaat, dal 1988[senza fonte]